# Ratpenat de Príncipe
El ratpenat de Príncipe (Pseudoromicia principis) és una espècie de ratpenat de la família dels vespertiliònids. És endèmic de l'illa de Príncipe (São Tomé i Príncipe). Té el pelatge suau i espès. Els avantbraços fan 30,5-32,3 mm i el crani fa 12,3-12,9 cm en la seva major dimensió. El seu nom específic, principis, significa 'de Príncipe' en llatí. Com que fou descoberta fa poc, l'estat de conservació d'aquesta espècie encara no ha estat avaluat, tot i que els seus descriptors creuen que mereix la qualificació d'espècie amb «dades insuficients».